# Txeptsà
El Txeptsà - Чепца (rus) - és un riu de Rússia, l'afluent més gran del riu Viatka, que alhora és afluent del Kama (a la conca hidrogràfica del Volga). Té una llargària de 501 km i una conca de més de 20.400 km² (semblant a l'extensió de països com Eslovènia o Israel).
Administrativament el riu Txeptsà passa pel krai de Perm, per la República d'Udmúrtia i per l'óblast de Kírov.

## Geografia
El Txeptsà neix a la part septentrional del krai de Perm, als Alts del Kama, molt a prop de la vila de Tokari. El riu discorre primer en direcció sud, i després d'un breu recorregut d'uns 30 km s'endinsa en la República d'Udmúrtia per la seva part centre-oriental. En arribar a Debessi el riu es torna en direcció nord-oest, passant per Polom (on rep per l'esquerra el riu Ita), Balezino i Glàzov.
A partir d'aquest punt el riu pren cada cop més direcció oest i rep, sempre per l'esquerra, el riu Ubit i després el Lekma. A continuació s'endinsa en l'óblast de Kírov, també per la seva part centre-oriental, i corre per la regió dels Uvals del Viatka, rebent per l'esquerra els rius Svkhatika i Kossa. Després passa per la vila de Zuevka i desemboca per l'esquerra al riu Viatka, a la ciutat de Kírovo-Txepetsk.
El riu Txpetsà es glaça de novembre a finals d'abril o començaments de maig. Durant la resta de l'any és navegable en un trajecte d'uns 135 km.